# Olaus Magnus väg

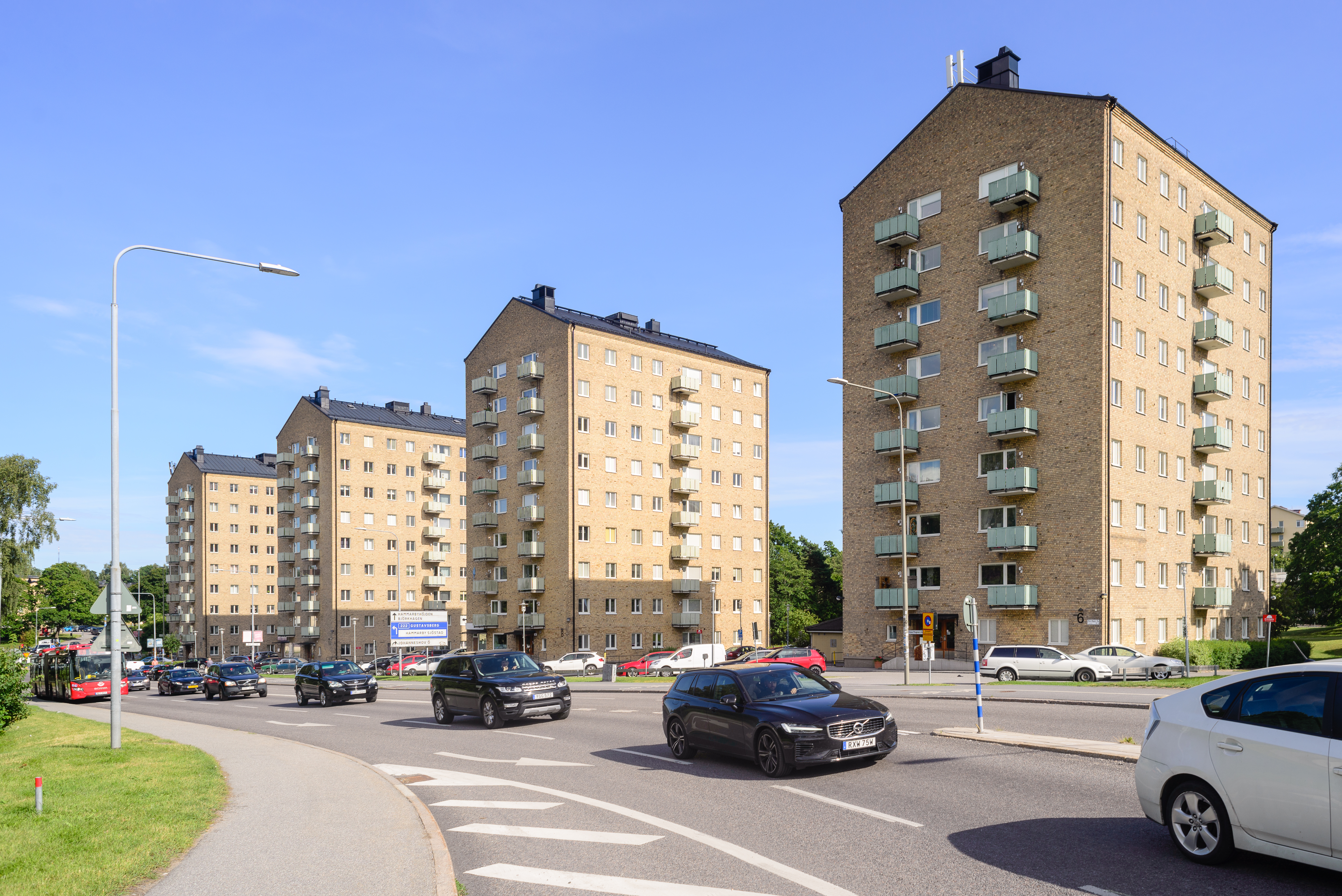
Olaus Magnus vägs början nära Gullmarsplan med kvarteret Bisvärmen.

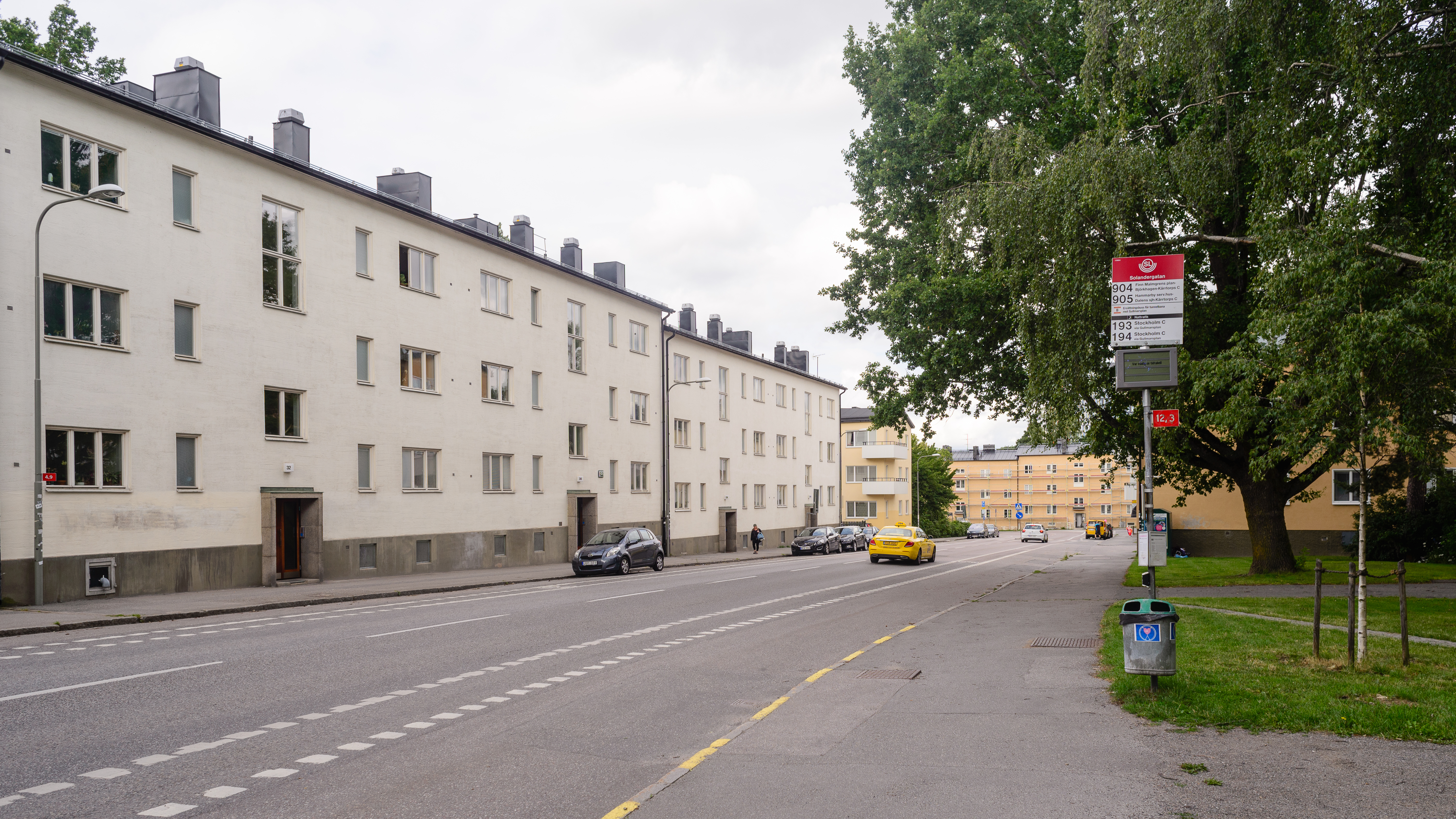
Olaus Magnus väg med barnrikehusen till vänster i bild.

Olaus Magnus väg är en gata i Johanneshov och Hammarbyhöjden i Stockholm. Gatan sträcker sig från Gullmarsplan till Johan Printz väg i sydost. Intill Olaus Magnus väg finns Kolerakyrkogården. Den betraktas som en av Stockholms parker. Gatan fick sitt nuvarande namn 1932 efter biskopen Olaus Magnus. 